# Francesco Touchebeuf
Francesco Touchebeuf detto Claramont (Francia, 1492 circa – Malta, 1540 circa) è stato un militare francese, fu un Cavaliere dell'Ordine di San Giovanni, detto anche Ordine degli Ospedalieri o di Rodi o di Malta e valoroso capitano di mare.
Comandò la Gran Caracca "Sant'Anna", e nel maggio 1531, con la stessa, riuscì a sfuggire all'assalto di ben sedici scafi musulmani al comando del corsaro Barbarossa e del corsaro Giudeo nel tratto di mare tra le isole di Favignana e Levanzo, nell'arcipelago delle Egadi.